# Konstantin V
Konstantin V Kopronymos (grekiska: Κωνσταντίνος Ε′ Κοπρώνυμος), född 718, död 14 september 775, var bysantinsk kejsare från 741 till 775. Han var son till Leo III.
Konstantin, som blev kejsare 740, var en hård och oböjlig kraftnatur och fullföljde i krig och fred faderns verk. Från ungdomen förtrogen med arabernas krigföring och inre strider, vann han mot dem stora framgångar och förde senare en merendels framgångsrik kamp mot Balkanfolken. Han avled i strid. Stödd av mötet i Hieria 753, försökte Konstantin kväsa bilddyrkarna. Han utsträckte kampen till en kraftmätning mellan stat och kyrka. Då han slutligen ville tillintegöra hela klosterväsendet, urartade striden till hänsynslös förföljelse, där kejsaren skoningslöst utnyttjade sin makt.